# مارا
مارا، (بالإنجليزية: Mara)‏، هي بلدية في مقاطعة ساساري، في إقليم سردينيا الإيطالي، وتقع على بعد حوالي 140 كم (87 ميل) شمال غرب كالياري، وحوالي 35 كم (22 ميل) جنوب ساساري.

## السكان
في سنة 1861 بلغ عدد السكان 701 نسمة، وتطور العدد ليصل في سنة 2011 لـ 682 نسمة.
يظهر هذا المخطط البياني تطور النمو السكاني لـ مارا